# Mitchell Brunings
Mitchell Brunings (1989) is een Surinaams-Nederlands zanger. Hij is sinds 2022 de leadzanger van The Wailers, de voormalige band van Bob Marley.

## Biografie
Brunings werd in Suriname geboren en is opgegroeid in Nederland. Hij werkte als verpleger in een psychiatrisch ziekenhuis.
Hij was lid van een tributeband van Bob Marley en werd in 2013 bekend door zijn auditie voor het vierde seizoen van The Voice of Holland met het nummer Redemption song. Hij behaalde in deze editie de tweede plaats.
In 2015 werd Mitchell Brunings gevraagd voor de hoofdrol in One love: The Bob Marley musical onder regie van Kwame Kwei-Armah. De musical ging op 6 mei 2015 in première in Baltimore.
In 2022 trad Mitchell Brunings aan als de nieuwe leadzanger van The Wailers, de spin-off van Bob Marley and the Wailers die in 1989 werd opgericht door de originele bassist van de groep, Aston (Familyman) Barrett .